# Treasure (公司)
Treasure（又译作）是由制作过《魂斗罗精神》的原科乐美雇员在1992年6月18日建立的日本电子游戏开发商。Treasure以采用创新游戏玩法的硬派动作游戏而知名。虽然他们有《瓦里奥世界》和《恶作剧制造者》这类获得巨大商业成功的游戏，但更多以作品获评论成功而知名，如：《幽游白书 魔强统一战》、《罪与罚》、《銀河快槍手》、《大头小子》、《異形戰士》、《闪亮银枪》、《Bangai-O》和《斑鸠》等。他们首个开发的游戏是《麦当劳之财宝冒险》，但最早发行的游戏为《銀河快槍手》。